# کوربو (شهرستان آق‌سو)
کوربو (به لاتین: Kurbu) یک منطقهٔ مسکونی در قرقیزستان است که در شهرستان آق‌سو، قرقیزستان واقع شده‌است. کوربو ۱٬۰۴۰ نفر جمعیت دارد و ۱٬۶۴۵ متر بالاتر از سطح دریا واقع شده‌است.